# Palais de justice d'Hämeenlinna
Le palais de justice d'Hämeenlinna (finnois : Hämeenlinnan oikeustalo) est un palais de justice situé dans le  quartier de Saaristenmäki à Hämeenlinna en Finlande,.

## Présentation
Le palais de justice est situé au coin de la rue Arvi Karisto et de la rue Raatihuoneenkatu, à l'extrémité du pont Vanajavesi.  
L'immeuble de 5 étages à une superficie totale d'environ 4 700 m2.
Le palais de justice d'Hämeenlinna est installé dans l'ancienne imprimerie d'Arvi A. Karisto Oy.
Le bâtiment, conçu par l'architecte Väinö Keinänen est achevée en 1928. 
Le tribunal administratif d'Hämeenlinna est dans une extension construite en 1992.
Le bâtiment est la propriété de la société d'investissement immobilier Renor Oy. 
Le propriétaire loue les locaux aux propriétés du Sénat, qui les sous-loue au ministère de la Justice.